# بتن فراتوانمند
بتن فراتوانمند (به انگلیسی: Ultra-high-performance concrete) نوعی کامپوزیت مختلط با ماتریس سیمانی محسوب می‌شود که با کمک فناوری‌های نوین بتن و افزودنی‌های معدنی و آلی، مقاومت‌های فشاری بسیار بالایی را می‌توان از آن انتظار داشت. بر اساس تحقیقات انجام شده توسط وزارت راه آمریکا و انجمن سیمان پرتلند، این بتن دارای مشخصات بسیار بهتری نسبت به نسل‌های قبل از خود می‌باشد.

## تفاوت بتن فراتوانمند با سایر بتن‌ها
بتن فراتوانمند به دلیل مشخصات مکانیکی و دوام بسیار عالی با اختلاف زیادی نسبت به سایر بتن‌ها قابل تمایز است. مراحل تحقیقاتی اولیه این بتن در سال ۱۹۹۵ به صورت تخصصی شکل گرفت. با هدف دستیابی به رده مقاومتی بیش از ۱۲۰ مگاپاسکال که معیار مناسبی برای تخمین سایر مشخصات بتن می‌باشد، آزمایش‌های متنوعی صورت گرفت و دانه بندی‌های مختلفی با شرایط عمل آوری و افزودنی‌های معدنی و شیمیایی مختلف مورد بررسی قرار گرفتند.
آنچه برای پژوهشگران در دو دهه قبل حائز اهمیت بود، ساختار متراکم و مقاومت مکانیکی بسیار بالای این گونه از بتن‌ها بود و از همین رو آن را با نام High Strength Concrete (HSC) یا بتن پر مقاومت می‌شناختند. اصطلاح بتن فراتوانمند Ultra-High Performance Concrete (UHPC) به تدریج با توجه به پررنگ تر شدن نقش پوزولان‌ها و کاهش آلودگی‌های زیست‌محیطی ناشی از سیمان از اوایل قرن ۲۱ بر سر زبان‌ها افتاد. با گذشت زمان و طی ۱۰ سال گذشته انتظار مقاومت‌های بالا آنگونه که پژوهشگرانی همچون اچن و همکارانش در تحقیقات خود اشاره داشتند، به تدریج کاهش یافت و در برخی مقالات معتبر نمایه شده، مقاومت ۱۱۰ مگاپاسکال نیز تحت این عنوان، مورد تأیید قرار گرفت. مشخصات دیگری همچون دوام در برابر شرایط دشوار محیطی و عوامل خورنده، میزان حفاظت از عناصر مسلح کننده همچون آرماتورهای فولادی و رفتار دینامیکی بهتر، وارد عرصه داوری اینگونه بتن‌ها گردید و امروزه، انتظارات بیشتری برای اجرای سازه‌های نازک‌تر و با توانمندی‌های بیشتر، از این نسل جدید بتن مطرح می‌گردد.
بخشی از تفاوت‌های این بتن با بتن‌های متعارف:
۱. ساختار ریزدانه و بسیار متراکم (سنگدانه با حداکثر اندازه ۰٫۶ میلیمتر به صورت متعارف)
۲. مقاومت فشاری بسیار بالا (حداقل ۴ برابر بتن‌های معمولی رده C25)
۳. افت تقریباً صفر پس از ۳۰۰ چرخه ذوب یخبندان
۴. انقباض و خزش بسیار کمتر (در مراحل تحقیقاتی)
۵. نفوذپذیری بسیار کم (کمتر از یک سوم بتن‌های معمولی)
۶. عمق ناچیز کربناسیون پس از ۶۰ سال (کمتر از ۶ میلیمتر)